# Poverjeništvo Izvršnega odbora Osvobodilne fronte slovenskega naroda
Poverjeništvo Izvršnega odbora Osvobodilne fronte slovenskega naroda (kratica PIOOF) je bilo politično telo, ki je upravljalo najvišjo geopolitično enoto Osvobodilne fronte slovenskega naroda; PIOOF so bili podrejeni Izvršnemu odboru Osvobodilne fronte slovenskega naroda (IOOF).
V organizacijskem smislu so bili PIOOF pod IOOF in nad Pokrajinskimi odbori Osvobodilne fronte slovenskega naroda.
Spomladi 1943 so obstajala naslednja PIOOF:
- Poverjeništvo Izvršnega odbora Osvobodilne fronte slovenskega naroda za Gorenjsko,
- Poverjeništvo Izvršnega odbora Osvobodilne fronte slovenskega naroda za Ljubljano,
- Poverjeništvo Izvršnega odbora Osvobodilne fronte slovenskega naroda za Notranjsko in
- Poverjeništvo Izvršnega odbora Osvobodilne fronte slovenskega naroda za Dolenjsko.